# Ezy Ryder
Pistes de The Cry of Love
Dolly Dagger
(6) Drifting
(8)
Ezy Ryder est une chanson de Jimi Hendrix parue dans les albums posthumes The Cry of Love (1971), et First Rays of the New Rising Sun (1997).
C'est une chanson de style funk rock écrite et enregistrée par le musicien américain Jimi Hendrix. C'est l'un des enregistrements de l'album (avec Room Full of Mirrors et Stepping Stone) à comporter le Band of Gypys (avec Billy Cox à la basse et Buddy Miles à la batterie) avec qui Hendrix a enregistré l'album live homonyme (1970).

## Premières versions
Une première version de Ezy Ryder est enregistrée sous le titre Slow le 16 février 1969 aux Studios Olympic à Londres. La piste de base est ensuite mise en boîte le 18 décembre 1969 au Record Plant Studios à New York avec le bassiste Billy Cox et le batteur Buddy Miles avec qui il forme le Band of Gypsys. Ce même jour, la chanson est répétée par la formation au studio Baggy's en vue des concerts du nouvel an au Fillmore East. Le trio interprète Ezy Ryder en ouverture du premier concert au Fillmore East le 31 décembre 1969, puis la rejoue lors du second concert plus tard dans la soirée, mais ne la rejoue pas lors des deux concerts suivant le lendemain. Ainsi, la chanson se retrouve absente de l'album Band of Gypsys, mais apparait des décennies plus tard en 2019 dans le coffret Songs for Groovy Children: The Fillmore East Concerts comportant l'intégralité des concerts.

## Enregistrement
De retour en studio, Ezy Ryder est répété, enregistré et mixé un certain nombre de fois au début des années 1970. La première session d'enregistrement aux studios Electric Lady nouvellement construits le 15 juin est consacrée à l'avancement de la chanson. Steve Winwood et Chris Wood du groupe Traffic ont enregistré les chœurs. Une autre session d'enregistrement trois jours plus tard est également consacrée à la chanson, et des séances de mixage de la chanson ont lieu les 20 et 22 août. La chanson est considérée comme achevée à partir du mix du 22 août et elle est présentée lors de la soirée d'ouverture d'Electric Lady Studios le 26 août.

## Accueil critique
Dans sa critique pour AllMusic, Matthew Greenwald décrit Ezy Ryder ainsi :

« Une des rares chansons de la période Band of Gypsys (hiver 1969-1970) enregistrées en studio montre le guitariste évoluant dans une nouvelle direction étonnante. Un rythme serré et axé sur le funk est à la base de la collection virtuelle de riffs de guitare d'Hendrix. »

Au niveau des paroles, Greenwald le voit comme une construction sur « le thème d'un hors-la-loi penchant pour la liberté personnelle » comme la chanson Stone Free en 1966. D'autres biographes indiquent que les paroles de la chanson peuvent avoir été inspirées par le film populaire de contre-culture de 1969 Easy Rider, dans lequel on peut entendre If 6 Was 9 du Jimi Hendrix Experience.

## Parutions
Albums posthumes
- The Cry of Love (1971)
- Voodoo Soup (1995, retiré des ventes)
- First Rays of the New Rising Sun (1997)

Répétitions
- The Jimi Hendrix Experience (2000) – 6 février 1970
- The Baggy's Rehearsal Sessions (2002) – 18 et 19 décembre 1969
- Hear My Music (2004) – 14 février 1969
- Burning Desire (2006) – 23 janvier 1970

Live
- Band of Gypsys 2 (1986) – 30 mai 1970
- Blue Wild Angel: Live at the Isle of Wight (2002) – 31 août 1970
- Live at the Isle of Fehmarn (2005) – 6 septembre 1970 (dernier concert du guitariste)
- Freedom: Atlanta Pop Festival (2015) – 4 juillet 1970
- Songs for Groovy Children: The Fillmore East Concerts (2019) – les deux concerts du 31 décembre 1969
- Live in Maui (2020) – second concert du 30 juillet 1970

## Equipe technique
- Jimi Hendrix : chant, guitares, production
- Billy Cox : basse
- Buddy Miles : batterie, choeurs
- Steve Winwood et Chris Wood (du groupe Traffic) : choeurs
- Juma Sultan : percussion
- Tony Bongiovi : ingénieur du son